# Bioelectroquímica
La bioelectroquímica es una rama de la electroquímica y la química biofísica que se encarga del estudio de fenómenos electrofisiológicos como el transporte de electrones y protones celulares, potenciales de membrana celulares y reacciones electroquímicas de enzimas redox.

## Historia
Los inicios de la bioelectroquímica, así como los de la electroquímica, están estrechamente relacionados con la fisiología a través de los trabajos de Luigi Galvani y posteriormente de Alessandro Volta. Se considera que el primer trabajo moderno en este campo es el del fisiólogo alemán Julius Bernstein (1902), sobre la fuente de biopotenciales debidos a la diferente concentración de iones a través de la membrana celular. El dominio de la bioelectroquímica ha crecido considerablemente durante el siglo pasado, manteniendo estrechas conexiones con diversas disciplinas médicas, biológicas y de ingeniería como la electrofisiología, la ingeniería biomédica y la cinética enzimática. Los logros en este campo han recibido varios premios Nobel de Fisiología o Medicina. Entre los electroquímicos prominentes que han contribuido a este campo, se podría mencionar a John Bockris (Galardonado con el Premio Ig Nobel de Física en 1997).